# Paris Geller
Paris Eustace Geller er en fiktiv person i tv-serien Gilmore Girls spillet af Liza Weil. Paris er en hårdtarbejde studerende, som i starten af serien går på gymnasiet Chilton, hvilket er det sted, hun kommer ind i serien og møder Rory Gilmore.
Paris bruger hele sin ungdom på at studere og tryne andre studerende, der ikke er lige så hurtigttænkende som hende selv. Hun har altid et hurtigt svar klar og er altid forberedt til det yderste. Hendes store drøm var at komme på Harvard og studere, men det ender dog med, at hun kommer til at studere på Yale.